# Матузенко, Степан Тарасович
Степан Тарасович Матузенко (1897, Винницкий уезд, Подольская губерния — 28 января 1940) — советский хозяйственный, государственный и политический деятель, полковник.

## Биография
Родился в 1897 году в местечке Теплик в семье псаломщика. Окончил церковно-приходскую школу и два класса духовного училища.
Доброволцем ушёл на Первую мировую войну, был ранен, награждён Георгиевской медалью «За храбрость». С 1918 года воевал в составе 1-го киевского автоброневого батальона Красной Армии, был в плену у врангелевцев.
С 1920 года — секретный осведомитель Крымской ЧК, следователь Крымской ЧК, помощник начальника КРО ГПУ Крымской АССР. Член ВКП(б) с 1921 года.
В 1925 году окончил Высшую пограничную школу и направлен на службу в Среднюю Азию. Комендант участка, начальник 45-го Мервского пограничного отряда ОГПУ. С 1935 года — начальник 3-го Петрозаводского, 34-го Ленинградского, 6-го Ораниенбаумского пограничного отряда НКВД.
С лета 1937 года — нарком внутренних дел Карельской АССР, председатель Особой тройки НКВД Карельской АССР. Решениями «тройки» в 1937—1938 годах было репрессировано более 5 тыс. жителей Карелии. По инициативе Матузенко в июле-сентябре 1938 года было произведено массовое выселение 600 семей репрессированных финнов на безлюдные острова Онежского озера.
Избирался депутатом Верховного Совета РСФСР 1-го созыва.
26 декабря 1938 года был исключен из рядов ВКП(б) и снят с должности наркома внутренних дел КАССР. 28 декабря 1938 года был арестован и этапирован спецконвоем в Москву на Лубянку.
28 января 1940 года Военной Коллегией Верховного Суда СССР был осужден по статьям 58 — 1б, 58 — 11 Ук РСФСР, приговорен к высшей мере наказания — расстрелу.
Расстрелян 29 января 1940 года.
В 1956 году в пересмотре дела было отказано Прокуратурой СССР, учитывая, что «… Матузенко за преступную деятельность в НКВД осужден правильно».